# Leptacis hanssoni
Leptacis hanssoni är en stekelart som beskrevs av Peter Neerup Buhl 2002. Leptacis hanssoni ingår i släktet Leptacis och familjen gallmyggesteklar. Inga underarter finns listade i Catalogue of Life.